# Вермин Саприм
Вермин Лав Саприм (енгл. Vermin Love Supreme; Рокпорт, Масачусетс, САД, јун 1961) је амерички уметник перформанса, анархиста и активиста, познат као сатирични кандидат на многим локалним, државним и савезним изборима у САД. Саприм носи чизму уместо шешира, а са собом увек носи и велику четкицу за зубе. Тврди да ће, уколико буде изабран за председника САД, донети закон којим ће прање зуби постати обавеза.
Саприм је био кандидат за председника и 2012, када се борио за номинацију Демократске странке. Основа његове кампање је била подизање свијести о „апокалипси зомбија“ и истраживање о путовању кроз време, а обећао је бесплатног понија сваком Американцу. Саприм тврди да у својим кампањама исмијава политичком систем.